# Claudio Merulo
Claudio Merulo (født 8. april 1533, død 4. maj 1604) var en italiensk komponist, forlægger og organist fra den sene renæssance. Han er mest kendt for meget originale kompositioner for tasteinstrumenter og kammermusik, komponeret i den venezianske polykorale stil. Han blev født i Correggio og døde i Parma. Han blev døbt Claudio Merlotti, men latiniserede sit efternavn (med betydningen solsort) da han blev berømt i Venedigs kulturelle verden.